# Macroglossum sulai
Macroglossum sulai là một loài bướm đêm thuộc họ Sphingidae. Loài này có ở Sulawesi.